# Delphy (Schiff)
Die USS Delphy (DD-261) war ein Zerstörer der Clemson-Klasse der United States Navy. Benannt wurde das Schiff nach Richard Delphy, einem 1813 gefallenen amerikanischen Marineoffizier. Der Zerstörer war das Flaggschiff der Zerstörer-Flottille, die am 8. September 1923 in die Schiffskatastrophe bei Honda Point lief und sieben Zerstörer und 23 Mann verlor.

## Geschichte des Zerstörers
Der Destroyer No. 261 lief am 18. Juli 1918 bei der Bethlehem Shipbuilding Corp. in Squantum (Massachusetts) vom Stapel und wurde auf den Namen
Delphy von der Ehefrau des Admirals William S. Sims getauft. Am 30. November 1918 wurde der Zerstörer unter Commander R. A. Dawes in Dienst gestellt. Sie war der erste Zerstörer, der auf dem neuerrichteten Squantum Victory Yard fertiggestellt wurde.

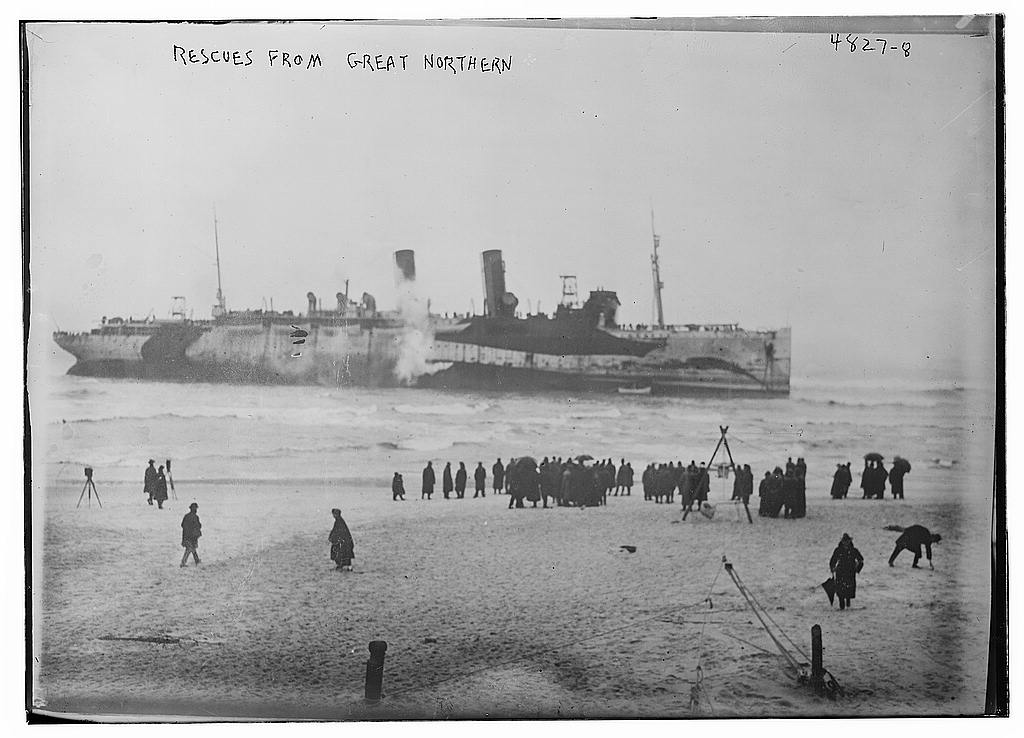
Die aufgelaufene Northern Pacific

Eine der ersten Aufgaben des neuen Zerstörers war der Test neuer Hilfsmittel zur Entdeckung von U-Booten in New London.
Als am 1. Januar 1919 der Marine-Transporter Northern Pacific bei Fire Island mit 2.481 Soldaten an Bord auf Grund lief, gehörte die Delphy zu den Hilfsschiffen der Navy, die von dem havarierten Transporter die mit kleinen U-Boot-Jägern abgeborgenen Soldaten in den folgenden Tagen übernahmen und nach New York brachten. Am 13. Januar verließ der Zerstörer wieder New York, um in der Karibik an den Winter-Manövern teilzunehmen und scharfes Torpedoschießen zu üben. Am 14. April kehrte der Zerstörer dann New York zurück. Ende dieses Monats verlegte die Delphy nach Boston, um an der Sicherung des ersten Transatlantikfluges teilzunehmen.
Am 19. November 1919 verließ die Delphy dann Boston, um an die amerikanische Westküste zu verlegen. Am 22. Dezember erreichte das Schiff dann San Diego. Dort wurde der Zerstörer bei Übungs-Torpedoschießen eingesetzt und am 12. Juni 1920 der Reserve zugeordnet. Nach Weihnachten verlegte der Zerstörer mit anderen Zerstörern der Reserve nach der Bremerton im Bundesstaat Washington, wo das Schiff ab dem 4. Januar 1921 im Puget Sound Navy Yard überholt wurde. Vom 22. Juli 1921 bis zum 20. März 1922 war die Delphy in San Diego zu Ausbildungszwecken mit einer 50 % Stamm-Mannschaft wieder zu Ausbildungszwecken im Dienst; daran schloss sich wieder eine Werftliegezeit an. Anschließend wieder in Dienst gestellt, begleitete der Zerstörer die Schlachtflotte zu Manövern vor Panama und operierte aus Balboa vom 6. Februar bis zum 11. April 1923. An diese Übungen schlossen sich Erprobungen von Torpedos vor San Diego an. Am 25. Juni lief der Zerstörer dann in der Destroyer Division 31 wieder nach Washington für Sommermanöver mit der Schlachtflotte.

## Das Ende derDelphy

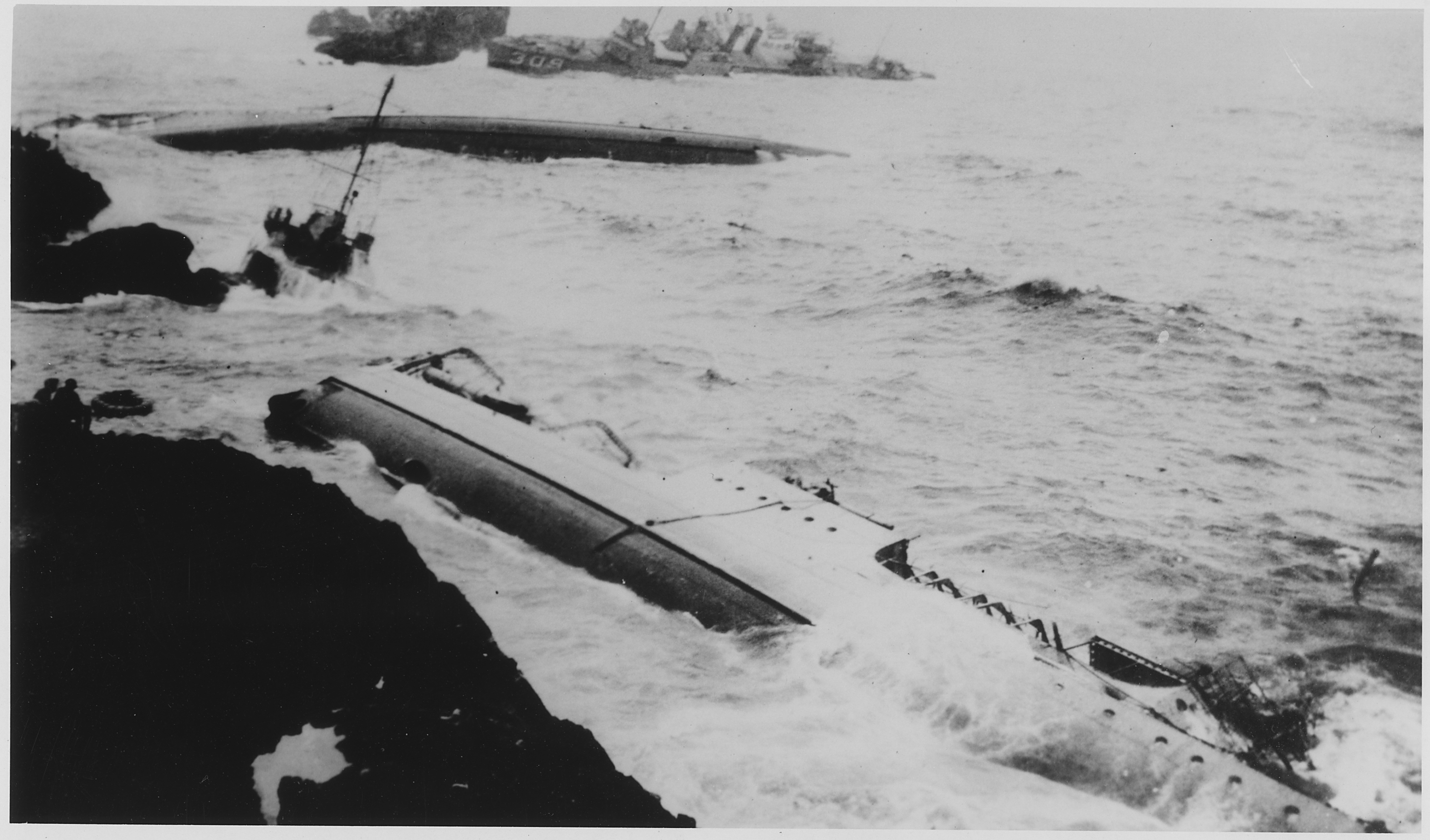
Die aufgelaufene und zerbrochene Delphy

Auf der Rückreise führte die Delphy mit dem Geschwaderkommandeur, Captain Edward H. Watson, an Bord. Das Geschwader bestand aus 14 Schiffen, die alle der Clemson-Klasse angehörten und jünger als fünf Jahre waren. Watson befand sich auf dem Zerstörer USS Delphy (DD-261), der die Linie anführte. Auf dem Weg von San Francisco nach San Diego in Kalifornien drehten die Schiffe am 8. September um 21:00 Uhr nach Osten auf einen Kurs von 095°, um den Santa Barbara Channel anzusteuern. Die Navigation beruhte auf Kopplung. Zwar verfügte die Delphy über eine Funkpeileinrichtung, jedoch vertraute man dieser neuen Technik nicht und hielt die Peilungen für fehlerhaft. Auch verzichtete man auf Lotungen der Wassertiefe, weil man dafür die Geschwindigkeit hätte reduzieren müssen und weil die Schiffe Übungen unter Kriegsbedingungen durchführten und die Fahrt mit hoher Geschwindigkeit für den herrschenden Nebel fort.
Delphy führte die Reihe der Zerstörer von der Spitze und bemerkte zu spät, das dieses Manöver zu früh eingeleitet worden war und das die Zerstörer mit zu hoher Fahrt auf die sehr viel nähere Küste und vorgelagerte Inseln und Felsspitzen zufuhren. Die Zerstörer liefen fälschlich auf Felsen vor der kalifornischen Küste zu, da sie näher an der Küste standen und nicht so weit im Süden waren, wie gekoppelt. Trotz aller Alarmierungsbemühungen strandeten sieben Zerstörer vor der Küste und gingen verloren.

siehe Schiffskatastrophe bei Honda Point
Die Delphy lief breitseits auf und zerbrach, ein Teil des Hecks blieb unter Wasser. Drei Mann der Crew starben und 15 Mann wurden verletzt. Der aufgelaufene Zerstörer wurde am 26. Oktober 1923 außer Dienst gestellt und das Wrack am 19. Oktober 1925 verkauft.

- Die anderen bei Honda Point verlorenen Zerstörer

- Die Zerstörer, die den Unfall überstanden, die alle sieben in Kalifornien bei der Bethlehem-Steel-Tochter Union Iron Works in San Francisco zwischen Juli 1918 und September 1920 entstanden waren:

| Name                       | BauN° | Stapellauf | fertig     | Endschicksal |
| -------------------------- | ----- | ---------- | ---------- | --- |
| USS Percival (DD-298)      | 219   | 5.12.1918  | 1.03.1920  | konnte ausweichen und blieb unbeschädigt, am 26. April 1930 außer Dienst / 1932 verschrottet |
| USS Farragut (DD-300)      | 221   | 21.11.1918 | 4.06.1920  | lief auf Grund, konnte sich aber befreien und wurde gerettet, 1. April 1930 außer Dienst / 31. Oktober 1930 verschrottet wegen des Londoner Flotten Vertrags.                                                           |
| USS Somers (DD301)         | 222   | 28.12.1918 | 23.06.1920 | wurde leicht beschädigt, 10. April 1930 außer Dienst, verschrottet. |
| USS Stoddert (DD-302)      | 223   | 8.01.1919  | 30.06.1920 | konnte ausweichen und blieb unbeschädigt, am 20. Mai 1930 a. D., funkgesteuertes Zielschiff Light Target No. 1, AG-18, ab 30. Juni 1931 Ziel für Sturzbomber und Torpedobomber, 1933 außer Dienst und 1935 abgebrochen. |
| USS Thompson (DD-305)      | 226   | 15.01.1919 | 16.08.1920 | konnte dem Unglück ausweichen und blieb unbeschädigt, am 4. April 1930 außer Dienst, anschließend Abbruch, Rumpf als Restaurant genutzt, ab Februar 1944 als Ziel genutzt, als "South Bay Wreck" vorhanden.             |
| USS Kennedy (DD-306)       | 227   | 18.01.1919 | 5.08.1920  | konnte dem Unglück ausweichen und blieb unbeschädigt, 1. Mai 1930 außer Dienst, ab März 1931 Abbruch. |
| USS Paul Hamilton (DD-307) | 228   | 21.02.1919 | 24.09.1920 | konnte dem Unglück ausweichen und blieb unbeschädigt, am 20. Januar 1930 außer Dienst, ab 1931 Abbruch. |